# Dongfeng Fengshen S30
La Dongfeng Fengshen S30 è una berlina compatta prodotta dalla casa automobilistica cinese Dongfeng Motor Corporation dal 2009 al 2017.
La versione con carrozzeria di tipo hatchback a cinque porte è stata venduta come Fengshen H30.

## Storia

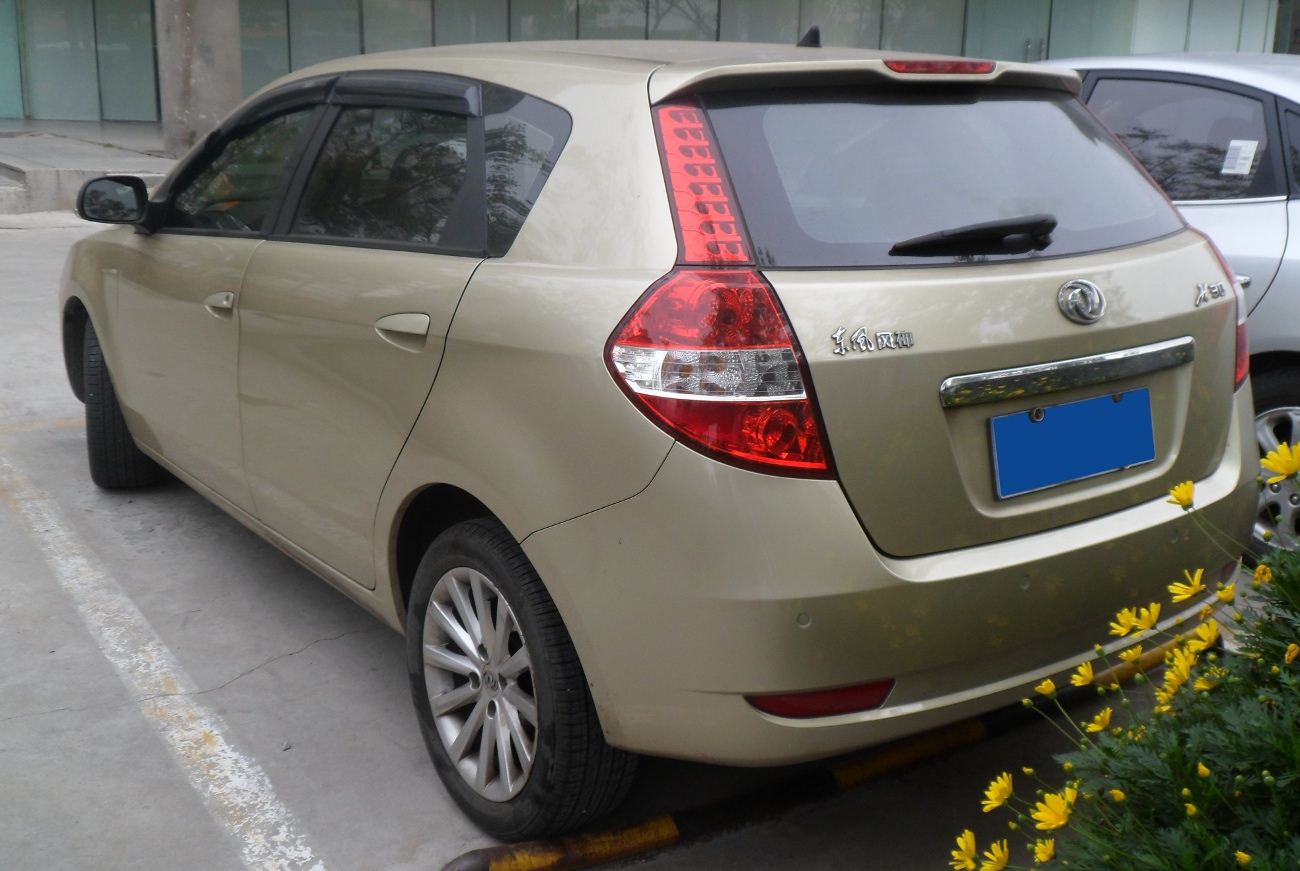
Dongfeng Fengshen H30

Lo sviluppo di una nuova berlina a marchio Dongfeng iniziò alla metà degli anni 2000 sfruttando la sinergia con il gruppo francese PSA che proprio grazie a Dongfeng costruiva in Cina numerosi modelli destinati al mercato locale. Un primo prototipo denominato Dongfeng DFM7160 venne realizzato sul pianale della Citroën Fukang (la versione cinese della Citroën ZX) ed era una berlina tre volumi con fanali anteriori della Peugeot 206 e fanali posteriori della Mercedes-Benz Classe C mentre le portiere e l’abitacolo erano gli stessi della Citroën Elysee. Tuttavia tale prototipo rimase un esemplare unico in quanto risultava troppo economico e tecnicamente datato per entrare in commercio e la Dongfeng iniziò a lavorare nel 2007 a un nuovo progetto sempre basato sulle tecnologie PSA. Venne stretto anche un accordo con la Italdesign per lo stile e l’ingegnerizzazione della nuova vettura. 
Nell’aprile del 2009 debutta ufficialmente la nuova Dongfeng Fengshen S30, la prima vettura del nuovo brand Fengshen (tradotto in lingua inglese Aeolus) destinato a vendere veicoli passeggeri (berline e crossover) del gruppo Dongfeng.

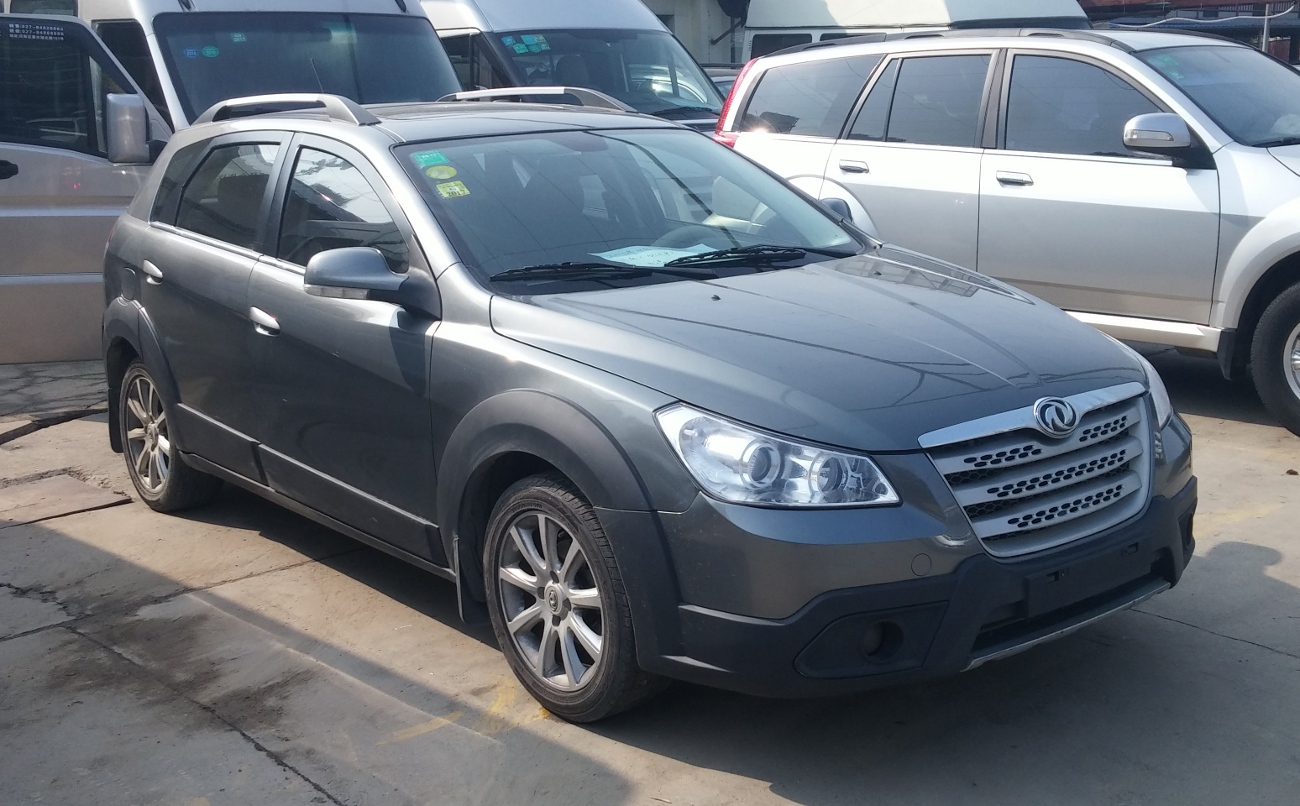
Dongfeng Fengshen H30 Cross

La S30 utilizzava il pianale delle ZX/Fukang ma aveva un design della carrozzeria specifico e interni più moderni. Lo schema meccanico era lo stesso dei modelli Citroën con trazione anteriore, sospensioni MacPherson anteriori e ruote interconnesse con assale torcente al posteriore, motore 1.6 PSA quattro cilindri TU5 da 105 cavalli. Il cambio era un manuale PSA a 5 rapporti o un automatico Aisin a 4 rapporti. Lunga 4,56 metri aveva un passo di 2,61 metri. La produzione della versione berlina viene avviata a luglio 2009 nello stabilimento di Wuhan.

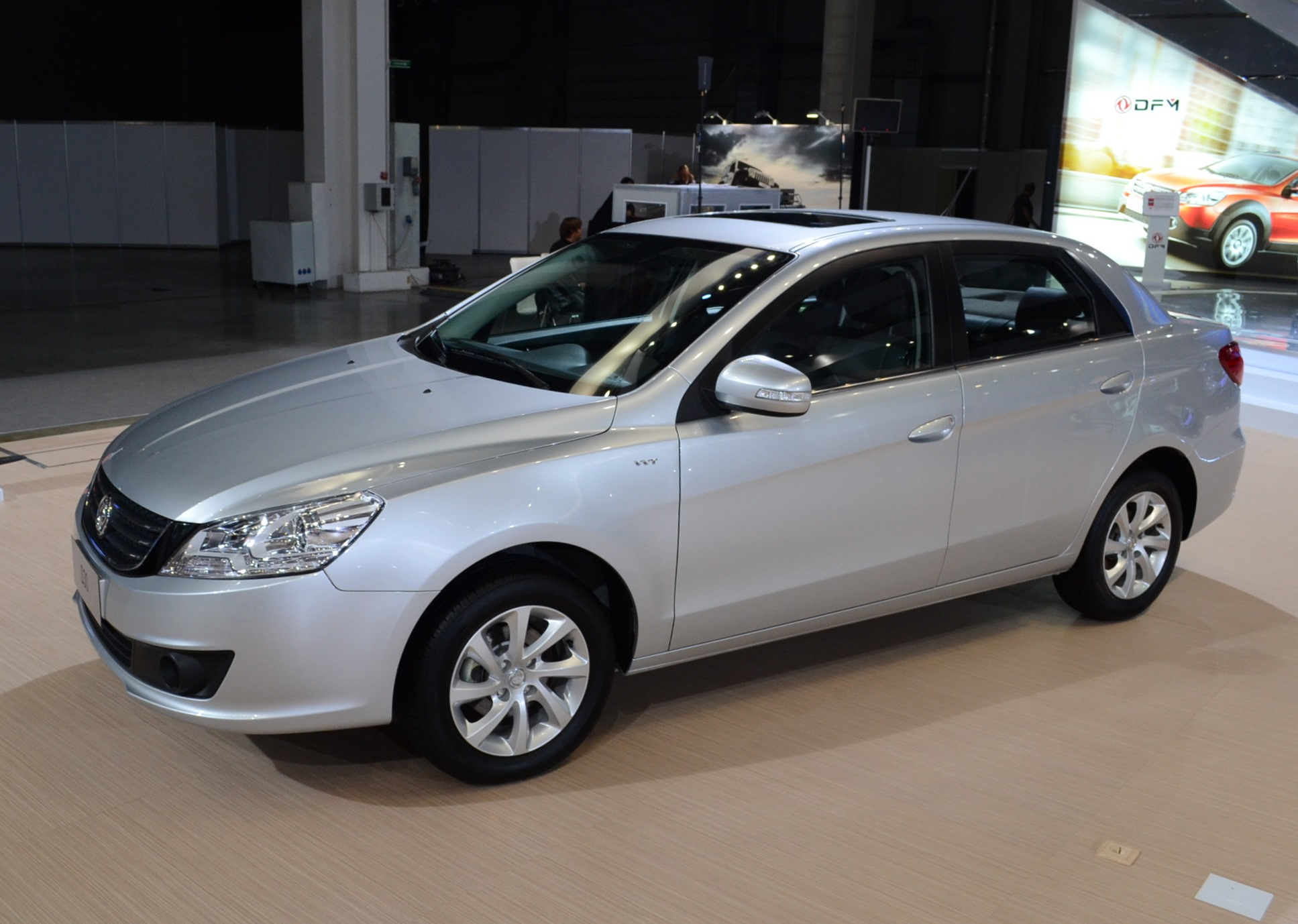
Dongfeng Fengshen S30 restyling

Nel settembre 2009 venne lanciata anche la versione hatchback due volumi a 5 porte ribattezzata Fengshen H30, con carrozzeria lunga 4,27 metri e lo stesso motore 1.6 della berlina S30. Le modifiche estetiche erano nella parte posteriore con i fari che risalivano lungo il lunotto. 
L’anno seguente venne presentata al salone di Pechino la H30 Cross, una variante stile crossover con assetto rialzato della H30 cinque porte. La Cross aveva paraurti in plastica grezza con protezioni laterali sotto le portiere, barre sul letto cromate ma conservava la trazione anteriore e il medesimo gruppo motore-trasmissione delle versioni 5 porte e berlina 4 porte.
Nel marzo del 2013 venne presentato il restyling di metà carriera.